# Fathers 4 Justice
Fathers 4 Justice (eller F4J) är en internationell påtryckningsgrupp som kämpar för fäders rättigheter, grundad i Storbritannien där man främst arbetat för jämställt föräldraskap. Organisationen arbetar för reformer inom familjelagstiftningen och att skilda föräldrar ska ha lika mycket kontakt med barnen. Gruppen har varit framgångsrik med att skapa uppmärksamhet till frågan om diskriminering av fäder, både i Storbritannien och runt om i världen. Den brittiska avdelningen övergavs i januari 2006, efter negativ publicitet kring en påstådd komplott att kidnappa premiärminister Tony Blairs son, Leo. Gruppen gjorde dock comeback 20 maj 2006 då några av aktivisterna avbröt en direktsänd nationell lottodragning på BBC1,. F4J är främst kända för de protester där de klädda som seriesuperhjältar klättrat upp på byggnader, broar och monument. Några medlemmar har dock utfört hotfulla attacker mot CAFCASS och rättspersonal.